# Etienne Berghmans
Etienne Berghmans (Halle, 26 maart 1959), beter bekend als Tjen(ne) Berghmans, is een Belgische gitarist die actief was bij onder andere Clouseau, Betty Goes Green en The Scabs.

## Biografie

### Jeugd
Tijdens zijn jeugd, voerde hij in 1970/ '71 met het Koninklijk Toneelgezelschap Uilenspiegel uit Diest Dialoog met Elckerlyc van Petrus Van Diest (in een regie van Mark Liebrechts) op. Hij studeerde af als A2 Elektronica.
Omstreeks 1976 ontmoette hij Eric Baranyanka (de Ketnetband) in een café in Halle, samen met Roel Theys richtten ze Stone Cold Fever op. Met hun groepje schuimden ze de 'Free Podia' af, waarbij ze vaak eerste of tweede eindigden.

### Clouseau
Zijn professionele carrière begon hij bij de Belgische Spoorwegen, waar hij stationschef was te Lembeek.
In 1984 treedt hij toe tot Clouseau, het "amateur-gelegenheidsgroepje" van Bob Savenberg, ter gelegenheid van een aperitiefconcert georganiseerd door het gemeentebestuur van Sint-Genesius-Rode. Enkel bassist Karel Theys had al wat "professionele" ervaring opgedaan met The Employees.
In 1987 trad de groep voor het eerst echt in de schijnwerpers met een optreden op Marktrock te Leuven. Niet veel later werd hun eerste single Brandweer gelanceerd, wat op zijn beurt de deur opende naar een optreden op het door de BRT gecoverde Diamond Awards Festival. Een jaar later (1988) hebben Tjen Berghmans en co hun eerste hitje met Alleen met jou en winnen ze de Baccarabeker, waarin ze deelnamen aan de West-Vlaamse ploeg van Raymond van het Groenewoud single met Ingeborg.
Weer een jaar later ('89) is hun geluk iets minder groot wanneer ze tweede (na Ingeborg's Door de wind) eindigen in de preselecties van het Eurovisiesongfestival. Kort daarop volgt de doorbraak van Clouseau met de single Anne. Ook het begeleidende album Hoezo? werd een succes met gillende tienermeisjes en een Vlaamse recordverkoop tot gevolg. Bij de twintigste single, Daar gaat ze, raakt ook Nederland in de ban. Een ware "Clouseau-manie" barst los.
Op 30 september 1990, één dag voor de lancering van het album Of zo..., wordt Tjen Berghmans uit de groep gezet.

### Betty Goes Green
In 1993 komt Tjen Berghmans opnieuw in de picture als de (tijdelijke) vervanger van de terminaal zieke gitarist Pieter De Cort van Betty Goes Green. Ondanks de kanker trekt de groep (mét De Cort) in 1994 naar de RPM Studio's in New York voor de opname van het album Hand Some met producer Mike Rathke. Gezien de omstandigheden was het echter voornamelijk Tjenne die het gitaarwerk voor zich nam, wat hem de unieke kans gaf om samen met Lou Reed en Rob Wasserman (Van Morrison en Elvis Costello) te spelen. Op 25 april 1994 verscheen de eerste single I Love It van het album, kort daarop het album zelf.

### The Scabs
In 1994 verving Tjenne Berghmans gitarist Willy Willy bij The Scabs. In 1996 werd de band ontbonden.

## Selectieve discografie

### Albums
- Clouseau - Hoezo? (1989, gitaar)
- Clouseau - Of zo... (1990, gitaar)
- Betty Goes Green - Hand Some (1994, gitaar)
- The Scabs - Sunset over Wasteland (1995, gitaar)
- Sweet Dick Willy - Spicy Risks (1996, slidegitaar)
- Aiming Dishes - Vertical Divine (1999, gitaar)

### Singles
- Clouseau - Brandweer (1987, gitaar)
- Clouseau - (Killertip) Ze zit (1987, gitaar)
- The Scabs - Stay (1988, gitaar)
- Clouseau - Alleen met jou (1988, gitaar)
- Clouseau - Dansen (1989, gitaar)
- Clouseau - Anne (1989, gitaar)
- Clouseau - Daar gaat ze (1990, gitaar)
- Clouseau - Domino (1990, gitaar)
- Clouseau - Heel Alleen (1990, gitaar)
- Clouseau - Wil niet dat je weggaat (1990, gitaar)
- Clouseau - Louise (1990, gitaar)
- Clouseau - Ik wil vannacht bij je slapen (1991, gitaar)
- Betty Goes Green - Wigs (1994, gitaar)
- Betty Goes Green - I Love It (1994, gitaar)
- Betty Goes Green - Got to Hook Her (1994, gitaar)
- Betty Goes Green - Fatal Move (1994, gitaar)
- The Scabs - Lonely Man (1995, gitaar)
- The Scabs - Seven Seas (1995, gitaar)
- The Scabs - Silly Me (1995, gitaar)
- Aiming Dishes - The Last Page (1998, gitaar)[5][6]